# Chemethey István
Csömötei Chemethey István (néhol: Csömöthey István) (fl. 1570–1607), Vas vármegye alispánja, követe, földbirtokos.

## Élete
A Vas megyei ősi nemesi csömötei és nemesládonyi Csömöthey családnak a sarja; a család azonos a nemesládonyi Ládonyi családdal. Apja Csömöthey József (fl. 1534–1549), földbirtokos, anyja az osztopáni Perneszy családnak a sarja, osztopáni Perneszy Fruzsina (fl. 1554) volt. Az anyai nagyszülei osztopáni Perneszy Miklós (fl. 1505–1521), Somogy vármegye alispánja 1516 és 1519 között, 1521-ben máramarosi sókamaraispán, földbirtokos és diankovczei Zakmárdy Kata (fl. 1542–1549). Az anyai nagyapai dédszülei osztopáni Perneszy Imre (fl. 1469-1512), 1496-ban Bélavár kapitánya, 1504-ben babocsai várnagy, földbirtokos és enyingi Török Ilona (fl. 1496) voltak.
Első ismert megmaradt említése az oklevelekben 1570-ből származik; ott a "Stephanus Ladony de Chemethe"-ként szerepel, majd egy 1579-ben kelt oklevélben a "Stephanus Ladony aliter Chemethey de Nagychemethe" név alatt. A fiatal Chemethey István 1578. december 26-án birtokadományban részesült Rudolf magyar királytól a Vas megyei rátóti és nadáljai földekre. Chemetey István 1596-ban királyi dikátor, majd 1598-ban rovásadó-összeíró is volt. Ezekben az években többször különböző deputációk tagjaként járt el a vármegye ügyeiben (pl. 1599-ben). A vármegye egyik követe volt az 1597., valamint az 1599. évi diétán, 1600 november 25-től pedig - szerdahelyi Keserű Istvánnal együtt - a törvényhatóság rendjei Vas vármegye alispánjává választották, amely tisztében 1601-ben és 1602-ben a vármegyét annak egyik országgyűlési követeként is képviselte. Alispáni hivataláról 1602. december végén mondott le. 1607. újesztendő ünnepén, midőn a Sopron vármegyei lócsi castellumából a vasi apáti castellumába kívánt utazni, Bük közelében gyilkosság áldozata lett; Svastich Gábor többedmagával megtámadta és meggyilkolta. Míg a panaszosok a vármegyétől az uralkodó, Rudolf magyar király, valamint a Sopron vármegye főispáni hivatalát (1605-1625) is viselő dunántúli főkapitány, Batthyány (II.) Ferenc (1604-1609) azonnali megkeresését és a bűntett megtorlását kérték, a vármegyei hatóság Svastich nemesi jogállására hivatkozva a jogszerű eljárás betartási kötelezettségének fontossága mellett érvelt.

## Házassága és leszármazottjai
Az első felesége Radéczy Ilona, nemes Pesthy János özvegye, akinek egyben a nagybátyja Radéczy István, 1568-tól a Magyar Kamara elnöke, 1572-től egri püspök, 1573-tól királyi helytartó. Chemethey István és Radéczy Ilona frigyéből született:
- Chemethey Borbála (fl. 1595–1608). 1.f.szántói Botka Ferenc. 2.f. pölöskefői Eördögh György, földbirtokos.
- Chemetey István (fl. 1609), vasvári prépost.
- Chemethey József (fl. 1636), Vas vármegye alispánja, földbirtokos. Neje: fajszi Ányos Zsófia.
- Chemethey Katalin. Férje: geresgáli Batthyány Farkas (fl. 1608), földbirtokos.
- Chemethey Orsolya (fl. 1612–1637). 1.f.: pölöskefői Eördögh Lajos (fl. 1599), földbirtokos. 2.f.: kaszaházi Joó László (fl. 1601–1614), Vas vármegye alispánja, földbirtokos.

A második neje bejczi Bejczy Dorottya, Káldy Péter özvegye, akinek a szülei bejczi Bejczy Gergely, Vas vármegye alispánja 1564 és 1566 között, majd 1574 és 1577 között, földbirtokos és Sárffy Krisztina voltak. Menyegzőjükre 1589. február 12-én, katolikus szertartások szerint Szombathelyen került. Chemethey István és Bejczy Dorottya frigyéből született:
- Chemethey György (fl. 1626–1658)